# Carex langeana
Carex langeana är en halvgräsart som beskrevs av Merritt Lyndon Fernald. Carex langeana ingår i släktet starrar, och familjen halvgräs. Inga underarter finns listade i Catalogue of Life.